# Senran Kagura: Estival Versus
Senran Kagura: Estival Versus (閃乱カグラ ESTIVAL VERSUS -少女達の選択-?, Senran Kagura: Estival Versus - Shōjo-tachi no sentaku) è un videogioco del 2015 distribuito per PlayStation 4 e PlayStation Vita. 
Il gioco è il settimo capitolo della serie Senran Kagura ed il secondo della serie Versus, dopo Senran Kagura: Shinovi Versus del 2013.

## Storia
Ryōbi e Ryōna, due sorelle shinobi appartenenti alla classe di élite della Hebijo Clandestine Girls Academy, mentre stanno posando dei fiori sulla tomba della defunta sorella Ryōki, scorgono una cerimonia di purificazione delle anime degli shinobi defunti eseguita dall'anziana Sayuri e dalle sue tre assistenti, le sorelle Mikagura. Tra gli spiriti notano anche quello  della loro defunta sorella maggiore Ryoki, ma quando si precipitano per riabbracciarla il suo corpo viene immediatamente rinchiuso in una bara. Le due sorelle, dopo aver affrontato un combattimento contro un gruppo di shinobi, vengono inghiottite da una misteriosa luce e catapultate in una dimensione parallela che assomiglia ad una calda isola in estate. Successivamente anche tutte le altre ragazze appartenenti alle quattro diverse scuole shinobi verranno catapultate sull'isola. Sayuri spiegherà loro che non se ne potranno andare dall'isola fino al termine del Kagura Millennium Festival e che dovranno affrontare varie sfide. Le ragazze della squadra vincitrice potranno ottenere l'ambito titolo di "Kagura", il rango più alto di shinobi.

## Modalità di gioco
A differenza del precedente capitolo Shinovi Versus, il giocatore non potrà scegliere una delle accademie shinobi a disposizione ma dovrà seguire a turno la storia dal punto di vista di tutti quanti i personaggi, a partire dalle gemelle Ryona e Ryobi della Hebijo. Inoltre il personaggio utilizzato sarà affiancato da un altro controllato dall'IA. I controlli e il sistema di combattimento rimangono quelli classici: i tasti azione sono indirizzati all'attacco normale, all'attacco potente, al salto e allo scatto. I dorsali possono essere utilizzati per la trasformazione Shinobi, previo riempimento dell'apposita barra, oppure, in combinazione con gli altri tasti, per l'esecuzione di tecniche speciali o per selezionare la modalità Frantic, nella quale la protagonista si priva dei propri abiti aumentando l'attacco ma diminuendo la difesa. A differenza di Shinovi Versus, inoltre, l'energia dei nemici non sarà rappresentata da una barra di energia ma dalle condizioni dei loro abiti.
Il multiplayer online della versione PS4 può raggiungere un totale di 10 giocatori, mentre la versione PS Vita può raggiungere un totale di 4 giocatori, sia online che in locale.

## Edizioni
Al lancio del gioco in Giappone Marvelous ha rilasciato anche due edizioni limitate per PS4 e PS Vita chiamate Senran Kagura Estival Versus Nyu Nyu DX Pack comprendenti una copia del gioco con cover reversibile, il codice per scaricare l'OAV Senran Kagura: Estival Versus - Mizugi-darake no zen'yasai (solo nella versione PS4), un drama-CD esclusivo per PS4 o PS Vita, il CD con la colonna sonora originale del gioco ("Sunbeam's kiss" per la versione PS4 e "Ray of Sunlight" per la versione PS Vita) ed un set di miniature Niitengo ("Gessen Girls' Academy" per la versione PS4 e "Hebijo Clandestine Girls' Academy" per la versione PS Vita).
Per il lancio del gioco in Nord America è stata annunciata una edizione limitata in versione retail chiamata Endless Summer edition, comprendente la copia del gioco, un artbook, un set scelto casualmente di pin-up cards raffiguranti alcune delle ragazze di Estival Versus e 2 CD contenenti le soundtrack del gioco.
Il gioco è stato infine annunciato in Europa in quattro edizioni differenti:
- Standard Physical Edition, con il solo gioco ed una serie di carte da collezione.
- Kagura Millennium Festival Edition, che oltre alle carte contiene la colonna sonora del gioco su 2 dischi, l'artbook ed un box.
- Bahonkas Edition, che aggiunge anche un "hugging pillow", cioè un copricuscino 150x50 cm raffigurante uno dei nuovi personaggi.
- Surprise Shinobi Slippery Splash-n-Spray Sports Edition, che aggiunge due set di modellini usciti anche nella versione giapponese del gioco.

## Personaggi giocabili
Nel gioco sono presenti in tutto 35 personaggi giocabili:

### Gessen Academy
- Yumi
- Murakumo
- Yozakura
- Shiki
- Minori

### Hanzō Academy
- Asuka
- Ikaruga
- Katsuragi
- Yagyū
- Hibari

### Hebijo Academy
- Miyabi
- Murasaki
- Imu
- Ryōbi
- Ryōna

### Crimson Squad
- Homura
- Yomi
- Hikage
- Mirai
- Haruka

### Personaggi extra
- Ryōki (Kagura Millennium Festival)
- Renka (Mikagura Sisters)
- Hanabi (Mikagura Sisters)
- Kafuru (Mikagura Sisters)
- Sayuri
- Jasmine

### Personaggi scaricabili

#### DLC gratuiti
- Daidōji (Hanzō Academy)
- Rin (Hebijo Academy)

#### DLC a pagamento
- True Kagura
- Naraku
- Ayame (Hanzō Academy)
- Ayane (Dead or Alive) (fino al 17 marzo 2021)[9]
- Sonsaku Hakufu (Battle Vixen)
- Kanu Uncho (Battle Vixen)
- Ryofu Hosen (Battle Vixen)